# Марі Буавен
Марі-Анна Віктуар Гіллен Буавен (фр. Marie-Anne Victoire Gillain Boivin; 9 квітня 1773 — 16 травня 1841) — французька акушерка-гінеколог, винахідниця, авторка медичних посібників, хірургиня. Марі Буавен вважають однією з найвпливовіших жінок у медицині 19 століття. Винайшла пельвіметр (пристрій для вимірювання ширини та глибини тазу) і вагінальний розширювач. Першою застосувала стетоскоп, щоб почути серцебиття плоду. Однією з перших ампутувала шийку матки для зупинки раку. Медичні посібники Буавен перекладалися різними мовами і використовувалися протягом 150 років для акушерської підготовки.

## Біографія
Марі-Анна Гіллен народилася 1773 року у Версалі. Вивчала медицину в жіночому монастирі в місті Етамп. Коли монастир був зруйнований під час Французької революції, три роки вивчала анатомію і акушерство.
У 1797 році тимчасово залишила медицину, коли одружилася з державним чиновником Луї Буавеном. Чоловік невдовзі помер, лишивши її з малою дочкою і мізерним статком. Марі Буавен стала ученицею, помічницею та подругою Марі-Луїзи Лашапель у Парижі. Отримала диплом акушерки у 1800 році. Стала акушеркою в місцевій лікарні, а в 1801 році очолила її. Вона переконала міністра внутрішніх справ Жана-Антуана Шапталя заснувати школу акушерства при місцевому госпіталі.
У 1811 році Марі Буавен була змушена піти з посади. Влаштувалася у паризькій лікарні для вдів. Потім займала керівні посади у низці лікарень: Центральна лікарня Сен-е-Уаз (1814), тимчасовий військовий госпіталь (1815), Госпіс для вагітних та Королівський будинок здоров'я. Марі Буавен була членом кількох медичних товариств. Її Mémorial de l'art des accouchements (1817) пройшла декілька видань і стала стандартним підручником для підготовки акушерів.

## Внесок у медицину
Марі Буавен винайшла пельвіметр (пристій для вимірювання ширини та глибини тазу) і вагінальний розширювач, який використовується для розширення вагіни і дослідження шийки матки при гінекологічному огляді. Вона вперше використала стетоскоп, щоб почути серцебиття плоду. Буавен визначила причини деяких видів кровотеч, причини викиднів і захворювань плаценти і матки. Марі Буавен була однією з перших хірургів, що ампутували шийку матки, що зупинити поширення раку. Буавен була інноваційною і вмілою хірургинею. Завдяки її прикладу німецькі університети стали лояльнішими до ідеї, що жінки можуть бути хорошими хірургинями.

## Публікації
З 1812 по 1823 роки Марі Буавен видала багато публікацій, як оригінальних, так і перекладів. Її перша робота Memorial de l'Art des Accouchemens була опублікована в 1812 році. У книзі вона використала зннаня, отримані з лекцій Марії-Луїзи Лашапель, і робота була використана як посібник для студентів-медиків та акушерів. Третє видання «Memorial de l'Art des Accouchemens» було перекладене на декілька мов. Її робота про причини абортів отримала похвалу від Королівського товариства медицини в Бордо. Вона також опублікувала статті про власні досягнення та її вагінальний розширювач у бюлетенях Паризької королівської медичної академії. Потім Буавен опублікувала трактати Nouveau Traité des Hemorragies de l'Uterus таTraité de Maladies de l'Uterus et des Annexes.,Остання була її найважливішою роботою. Трактат містив 41 табличку та 116 рисунків.

### Вибрані роботи
- Memorial de l'Art des Accouchmens (handbook for medical student and midwives), 1812[8]
- Nouveau traité des hémorragies de l'utérus (bleeding from the uterus), 1818[8]
- Mémorial de l'art des accouchemens (handbook for medical students, third edition), 1824[6]
- Recherches sur une des causes les plus frequentes et la moins connue de l'avortement (the Most Frequent and Least Known Causes of Abortion), 1828[10]
- Observations et reflexions sur les cas d'absorption de placenta (the case of absorption of the placenta), 1829[10]
- Traité des Maladies de l'utérus et des annexes (Diseases of the uterus), 1833[6]

## Нагороди
- Золота медаль за громадянські заслуги, Пруссія, 1814[6][7]
- Почесний докторський ступінь Марбурзького університету в Німеччині, 1827.[7]
- Похвала від Королівського медичного товариства в Бордо[6]
- Член низки медичних товариств[6][10]